# Obywatele w mundurach
Obywatele w mundurach (pełny tytuł: Obywatele w mundurach: 7 czerwca 1944 – 7 maja 1945 Od plaż Normandii do Berlina, oryg. Citizen soldiers The U.S. Army from the Normandy Beaches to the Bulge to the Surrender of Germany June 7, 1944 – May 7, 1945) – książka historyczna autorstwa Stephena Ambrose'a traktująca o działaniach zbrojnych na froncie zachodnim II wojny światowej, z punktu widzenia zarówno aliantów, jak i Niemców. Książka stała się amerykańskim bestsellerem. Przychylne stanowisko wobec niej zajął m.in. gen. Colin Powell oraz gazeta „The Wall Street Journal”.

## Treść
Obywatele w mundurach omawiają działania wojenne na froncie zachodnim w latach 1944–1945. W książce opisane są wszystkie ważne ruchy wojsk i bitwy, (z wyjątkiem lądowania w Normandii, odtworzonego w poprzednim utworze Ambrose'a, D-Day, którego Obywatele w mundurach są kontynuacją), przedstawione z punktu widzenia obu stron konfliktu. Treść książki skupia się jednak nie na samych walkach, omówieniu użytej strategii i decyzjach dowódców, lecz na życiu na froncie zwykłych żołnierzy z poboru, młodych podoficerów, a także ochotników w oddziałach powietrznodesantowych. Tych właśnie ludzi autor nazwał obywatelami w mundurach.
Głównym źródłem książki są meldunki, listy do rodzin i słowne relacje żołnierzy. Charakterystyczną cechą książki są częste porównania do wojny secesyjnej.

## Krytyka
Książka spotkała się z krytyką ze względu na nadmierne wyolbrzymianie roli Stanów Zjednoczonych w wyzwoleniu Europy Zachodniej i pomniejszanie roli, jaką odegrała Wielka Brytania i jej dominia, np. Kanada, oraz Wolna Francja i inne państwa alianckie.
Zarzuca się również autorowi stosowanie plagiatu w tej i innych jego książkach. Stephen Ambrose tłumaczył się, że nie jest to książka naukowa, więc nie musiał podawać, z jakich źródeł korzystał.